# Гаффні (Південна Кароліна)
Гаффні (англ. Gaffney) — місто (англ. city) в США, в окрузі Черокі штату Південна Кароліна. Населення — 12 764 особи (2020).

## Географія
Гаффні розташоване за координатами 35°4′32″ пн. ш. 81°39′28″ зх. д. / 35.07556° пн. ш. 81.65778° зх. д. (35.075500, -81.657647).  За даними Бюро перепису населення США в 2010 році місто мало площу 21,63 км², з яких 21,56 км² — суходіл та 0,07 км² — водойми.

## Демографія
Згідно з переписом 2010 року, у місті мешкало 12 414 осіб у 5044 домогосподарствах у складі 3028 родин. Густота населення становила 574 особи/км².  Було 5784 помешкання (267/км²).
Расовий склад населення:
| - 50,1 % — білих - 45,7 % — чорних або афроамериканців - 0,9 % — азіатів - 0,2 % — корінних американців - 0,1 % — вихідців з тихоокеанських островів - 1,4 % — осіб інших рас |

До двох чи більше рас належало 1,6 %. Частка іспаномовних становила 3,1 % від усіх жителів.
За віковим діапазоном населення розподілялося таким чином: 22,4 % — особи молодші 18 років, 60,2 % — особи у віці 18—64 років, 17,4 % — особи у віці 65 років та старші. Медіана віку мешканця становила 38,6 року. На 100 осіб жіночої статі у місті припадало 85,2 чоловіків;  на 100 жінок у віці від 18 років та старших — 82,2 чоловіків також старших 18 років.
Середній дохід на одне домашнє господарство  становив 44 597 доларів США (медіана — 30 492), а середній дохід на одну сім'ю — 54 675 доларів (медіана — 41 701). Медіана доходів становила 40 738 доларів для чоловіків та 27 452 долари для жінок. За межею бідності перебувало 28,2 % осіб, у тому числі 46,4 % дітей у віці до 18 років та 14,7 % осіб у віці 65 років та старших.
Цивільне працевлаштоване населення становило 4472 особи. Основні галузі зайнятості: виробництво — 24,0 %, освіта, охорона здоров'я та соціальна допомога — 18,3 %, роздрібна торгівля — 17,2 %.